# Ucrania en los Juegos Paralímpicos de Salt Lake City 2002
Ucrania estuvo representada en los Juegos Paralímpicos de Salt Lake City 2002 por diez deportistas, siete hombres y tres mujeres.

## Medallistas
El equipo paralímpico ucraniano obtuvo las siguientes medallas:
| Nombre             | Deporte        | Evento                              |
| ------------------ | -------------- | ----------------------------------- |
| Oro                |                |                                     |
| —                  |                |                                     |
| Plata              |                |                                     |
| Olena Iurkovska    | Biatlón        | 7,5 km silla de esquí femenino      |
| Svitlana Tryfonova | Esquí de fondo | 2,5 km silla de esquí femenino      |
| Svitlana Tryfonova | Esquí de fondo | 5 km silla de esquí femenino        |
| Svitlana Tryfonova | Esquí de fondo | 10 km silla de esquí femenino       |
| Oleg Munts         | Esquí de fondo | 5 km B1 masculino                   |
| Oleg Munts         | Esquí de fondo | 10 km B1 masculino                  |
| Bronce             |                |                                     |
| Svitlana Tryfonova | Biatlón        | 7,5 km silla de esquí femenino      |
| Olena Iurkovska    | Esquí de fondo | 2,5 km silla de esquí femenino      |
| Olena Iurkovska    | Esquí de fondo | 5 km silla de esquí femenino        |
| Olena Iurkovska    | Esquí de fondo | 10 km silla de esquí femenino       |
| Vitali Lukyanenko  | Esquí de fondo | 5 km B3 masculino                   |
| Mykola Ovcharenko  | Esquí de fondo | 10 km silla de esquí LW12 masculino |